# 帕姆皮斯岛
52°21′53″N 5°4′8″E / 52.36472°N 5.06889°E
帕姆皮斯岛（Pampus）是位于荷兰阿姆斯特丹IJ湾口处（原须德海）四面环水的岛屿，属北荷兰省。它正在梅登（Muiden）北边。这是一个人工岛和堡垒，属于阿姆斯特丹防线的一部分。

## 基本数据
长：205公尺

宽：164公尺

面积：0.03平方公里

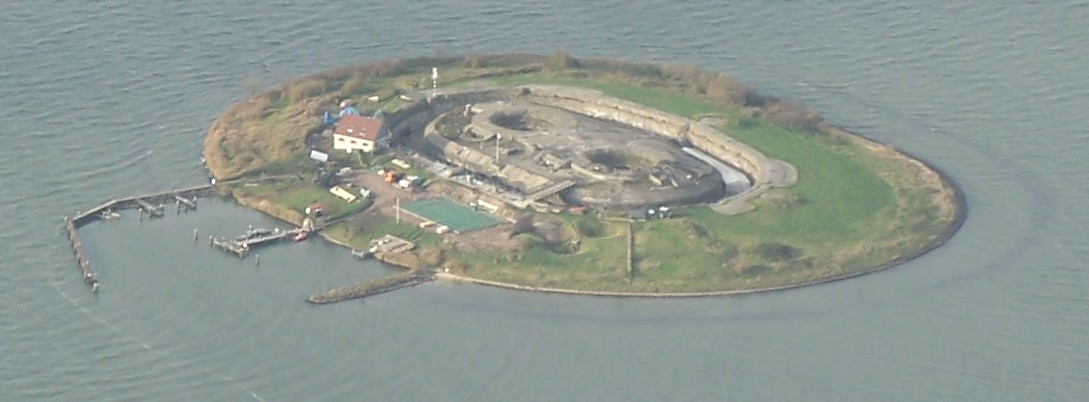
帕姆皮斯堡垒（Fort Pampus）

最高点（lichtbaken）：13.3公尺NAP

居民：2個